# Loan Market Association
Die Loan Market Association (LMA) ist ein in London gegründeter und dort sitzender Interessenverband in Form einer Nichtregierungsorganisation (NGO), dessen Betriebszweck in der Erstellung und Vereinheitlichung von Klauseln und Muster-Vertragsdokumentationen für das Bank- und Finanzwesen besteht.

## Zweck
Die LMA wurde im Dezember 1996 gegründet, um den damals noch jungen europäischen Markt für syndizierte Kredite durch eine allgemein anerkannte Muster-Vertragsdokumentation zu fördern und damit eine gängige Marktpraxis der Vertragsgestaltung im Primär- und Sekundärmarkt für syndizierte Kredite zu etablieren. Der LMA gehören mittlerweile über mehr als 600 Mitglieder aus dem Finanzwesen, insbesondere Kreditinstitute, Finanzinvestoren und auch internationale Rechtsanwaltskanzleien an.
Zu den im internationalen Kreditverkehr weit verbreiteten und als Standard akzeptierten Vertragsmustern gehören insbesondere solche für Konsortialkredite zur allgemeinen Unternehmensfinanzierung (englisch investment grade), für Akquisitionsfinanzierungen (englisch leverage finance) und für den Verkauf notleidender Forderungen (englisch non-performing loans).

## Vertragsinhalt
Die Verträge sind nach dem angelsächsischen Recht des Case law aufgebaut und definieren jedwede auch nur als unwahrscheinlich erachtete Situation. Beispielsweise beinhalten die Vertragsmuster Regelungen für den Fall einer seltenen Marktstörung (englisch market disruption). Bestimmte Mindestbausteine (englisch boiler plates) befassen sich mit den vertragserheblichen Rechtsfragen. Da Zitate von Gesetzesbestimmungen oder aus Allgemeinen Geschäftsbedingungen unüblich sind, werden diese Bestandteile im Vertrag wiederholt, wodurch das Vertragswerk leicht 100 Seiten und mehr erreicht.
Zentraler, meist nicht mehr im Einzelfall behandelter Bestandteil sind die Klauseln. Der Kreditnehmer wird hierbei vom Kreditgeber zu Zusicherungen verpflichtet, die darauf abzielen, die ursprüngliche Geschäftsgrundlage bei der Kreditzusage auch während der Kreditlaufzeit aufrechtzuerhalten. Es gibt Zusicherungen, die der Kreditnehmer bereits vor Auszahlung/Bereitstellung des Kredits erfüllt haben muss (englisch conditions precedent; siehe Auszahlungsvoraussetzung und Konditionalität) und solche, die er während der Kreditlaufzeit ununterbrochen einzuhalten hat (Covenants im engeren Sinne). Der Kreditnehmer macht hierbei dem Kreditgeber gegenüber Zusicherungen in Form von Non-Financial Covenants durch Positiv-, Negativ- oder Gleichrangklauseln (Pari-passu-Klausel), die spätere Sicherheitenstellung an andere Gläubiger verbieten, sofern der Kreditgeber nicht gleichgestellt wird. Ferner gehören hierzu die Material Adverse Change-Klauseln, die anhand von einzeln aufgeführten Beispielen eine wesentliche Verschlechterung der wirtschaftlichen und/oder rechtlichen Verhältnisse des Kreditnehmers definieren und bei deren Eintreffen Nachbesicherungspflichten oder gar eine Kreditkündigung auslösen. Letzteres trifft auch auf Cross-Default-Klauseln zu, wenn der Schuldner Verträge mit dritten Gläubigern verletzt, oder bei der Change of Control, die – ähnlich wie die Ownership-Klausel – einen wesentlichen Gesellschafterwechsel verhindern soll oder verbindliche Regelungen hierfür trifft. Außerdem verpflichtet sich hier der Kreditnehmer, vertraglich genau festgelegte Informationen zu bestimmten Terminen dem Kreditgeber zur Verfügung zu stellen (z. B. Quartalsberichte, Bestätigungen über die Einhaltung zumindest der Financial covenants). Haftungsklauseln sehen vor, dass der Konsortialführer keine Verantwortung für die Angemessenheit (englisch appropriateness), Richtigkeit (englisch accuracy) und Vollständigkeit (englisch completeness) getroffener Vereinbarungen übernimmt (Ziff. 32.8a Mustervertrag). Ein Haftungsausschluss ist zudem nach Ziff. 32.8b Mustervertrag für die Rechtmäßigkeit (englisch legality), Gültigkeit (englisch validity), Wirksamkeit (englisch legal efectiveness) und Vollstreckbarkeit (englisch enforceability) von Finanzierungsdokumenten vorgesehen. Derartige Rechtsrisiken können durch Rechtsgutachten (englisch legal opinion) ausgeschlossen werden.
Bei Kreditgewährungen an Konzerntochtergesellschaften bedienen sich Kreditinstitute in Deutschland oft der Organschaftserklärung, um die Muttergesellschaft das gesamte Geschäftsjahr zum Verlustausgleich bei der kreditnehmenden Tochtergesellschaft zu verpflichten. Um Kredite künftig etwa im Rahmen des Kredithandels an andere Kreditgeber übertragen zu können, sind in den Kreditverträgen so genannte Abtretungsklauseln enthalten (englisch Transferable Loan Facilities).
Bevor es zur Auszahlung der vertraglich vereinbarten Kredite kommt, haben die Kreditnehmer oder Dritte bestimmte Auszahlungsvoraussetzungen (englisch conditions precedent) zu erfüllen. Dazu gehören Dokumente, die die Identitätsfeststellung betreffen (bei Unternehmen durch Gesellschaftsvertrag und Handelsregisterauszug, bei natürlichen Personen durch Identitätsfeststellung) und etwaige Beleihungsunterlagen.

## Vergleichbare Organisationen
Das amerikanische Pendant zur LMA ist die im Dezember 1995 gegründete die Loan Syndications and Trading Association. In Deutschland gibt es seit Oktober 2011 eine der LMA vergleichbare Organisation, die Deutsche Kreditmarkt-Standards e. V. Die Aufgabe, Empfehlungen für die Vordruck- und Vertragsgestaltung zwecks Vereinheitlichung im deutschen Bankwesen auszusprechen, übernahmen auch die Bankenverbände der Institutsgruppen wie der Bundesverband deutscher Banken, Deutscher Sparkassen- und Giroverband, Bundesverband der Deutschen Volksbanken und Raiffeisenbanken, Bundesverband Öffentlicher Banken Deutschlands und Verband deutscher Pfandbriefbanken für ihre Mitgliedsinstitute. Auch in der Schweiz und in Österreich wird diese Aufgabe von den Verbänden übernommen.
Es bleibt jedoch den Vertragsparteien unbenommen, die von der LMA entwickelten Vertragsmuster ganz oder teilweise zu übernehmen. Da diese aber aus dem angelsächsischen Rechtsraum stammen, ist eine mögliche Kollision mit deutschem Recht bei Vereinbarung eines deutschen Gerichtsstands im Rahmen des Kollisionsrechts zu prüfen.

## Wirtschaftliche Aspekte
Die mangelnde Homogenität des Finanzprodukts „Kredit“ beeinträchtigt seine Handelbarkeit auf dem Kreditmarkt und kommt auch in den individuell ausgehandelten Kreditverträgen zum Ausdruck, die jedoch zu einer Standardisierung tendieren. Die erwähnten NGOs veröffentlichen Standards, die bei Vertragsverhandlungen zugrunde gelegt werden können und eine weitgehende Harmonisierung der Kreditverträge zum Ziel haben.